# Báo săn châu Á
Báo săn châu Á (Tiếng Hin-di चीता CITA, xuất phát từ tiếng Phạn: chitraka có nghĩa là "lốm đốm", Danh pháp khoa học: Acinonyx jubatus venaticus) hiện nay còn được gọi là Báo săn Iran là một phân loài báo săn ít được thế giới biết đến và tồn tại chủ yếu ở Iran. Mặc dù gần đây, phân loài báo săn này được coi là tuyệt chủng ở Ấn Độ (có thể nhầm với loài báo Ấn Độ). Trong thời kỳ Ấn Độ là thuộc địa Anh thì loài báo này là nổi tiếng bằng tên báo săn bắn một tên có nguồn gốc từ những con báo đã được giữ trong điều kiện nuôi nhốt với số lượng lớn của hoàng gia Ấn Độ để săn linh dương hoang dã (Trong một số ngôn ngữ tất cả các loài cheetah vẫn được gọi là chính xác là báo săn, ví dụ như tiếng Hà Lan: Jachtluipaard).
Báo săn châu Á là giống báo săn cực kỳ nguy cấp, phân loài này ngày nay chỉ còn ở Iran, với một số cá thể thỉnh thoảng được nhìn thấy ở Balochistan, Pakistan. Nó sống chủ yếu ở trung tâm sa mạc rộng lớn của Iran trong phần bị phân mảnh của môi trường sống thích hợp còn lại. Năm 2013, chỉ có 20 cá thể đã được xác định ở Iran nhưng một số khu vực vẫn được khảo sát, tổng số có thể từ 50 đến 100. Sói lửa cũng từng bị quy kết là nhân tố chính cho sự sụt giảm số lượng và biến mất hoàn toàn của loài báo săn ở châu Á, tuy nhiên điều này gây nên sự hoài nghi do loài báo này sống trong các khu vực môi trường hầu như trái ngược với môi trường ưa thích của sói lửa.
Về tổ tiên, trước đây, hộp sọ báo Acinonyx jubatus lâu đời nhất được tìm thấy ở Trung Quốc có niên đại khoảng 2,2 đến 2,5 triệu năm. những phân tích hóa thạch được tìm thấy cho biết chi báo săn lớn nhất đã tuyệt chủng có niên đại 1,8 triệu năm và cân nặng khoảng 220 pound (110 kg) tức là nặng gấp đôi các con báo săn hiện tại. Trước đây, khu vực Dmanisi từng là thung lũng rừng và các đồng cỏ, các khoảng đất trống để báo săn mồi. Ở đây, tổ tiên của báo săn có khả năng săn linh dương, ngựa vì chúng có khả năng chạy rất nhanh như một vận động viên đến đoạn nước rút và dùng hàm răng siết họng con mồi Trước đây, tổ tiên của báo săn khả năng phát triển rất mạnh giống như một kẻ sát nhân đẫm máu, trung bình mỗi con báo săn khoảng 7.500 kg thịt (16.500 lbs) con mồi mỗi năm, nhiều hơn bất kỳ động vật ăn thịt nào khác. Các con báo giết chết con mồi, ăn một phần và để lại nhiều thức ăn dư thừa cho các loài động vật khác. Sau đó, Báo săn châu Á và báo săn châu Phi tách ra khỏi nhau khoảng từ 32.000 và 67.000 năm trước. Cùng với Linh miêu Á-Âu và Báo Ba Tư, nó là một trong ba loài còn lại của những con mèo lớn ở Iran ngày hôm nay.